# کارنز سیتی (تگزاس)
کارنز سیتی، تگزاس(به انگلیسی: Karnes City, Texas) شهری در ایالت تگزاس از ایالات جنوبی ایالات متحده آمریکا است. در سرشماری سال ۲۰۰۰، جمعیت این شهر ۳۵۴۷ نفر اعلام شد.